# André Perey
André Perey (* 6. November 1931 in Vufflens-le-Château; † 17. April 2007 in Aubonne, heimatberechtigt in Vufflens-le-Château) war ein Schweizer Politiker (FDP).

## Biografie
Perey nahm von 1962 bis 1973 als Gemeinderat und von 1974 bis 1985 als Gemeindepräsident von Vufflens-le-Château sein erstes politisches Amt wahr. Er war von 1969 bis 1984 im Grossen Rat des Kantons Waadt tätig und war im Amtsjahr 1982/83 dessen Präsident. Während der Jahre 1983 bis 1994 war er im Nationalrat – dort wirkte er von 1983 bis 1986 in der Kommission für Wissenschaft und Forschung, der Militärkommission, von 1987 bis 1990 in der Kommission für Verkehr und Fernmeldewesen, von 1991 bis 1994 in der Kommission für Wirtschaft und Abgaben, sowie der Geschäftsprüfungskommission mit.
Ferner war Perey von 1972 bis 1983 Präsident der Schweizer Eishockey-Nationalliga und von 1984 bis 1993 präsidierte er die Weinbruderschaft Confrérie du guillon.
Beruflich war Perey als Landwirt, Wein- und Obstbauer tätig.